# Terra de Miranda

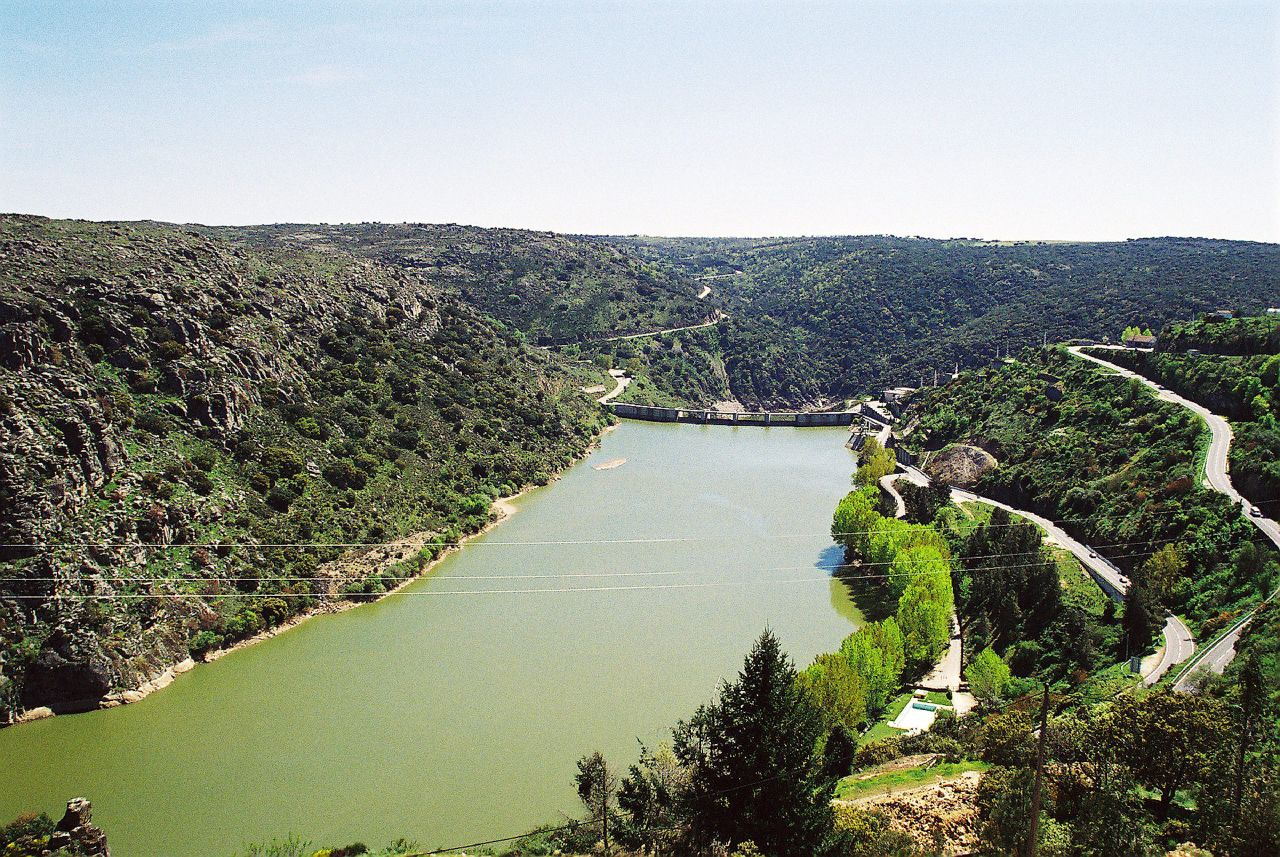
A barragem de Miranda do Douro

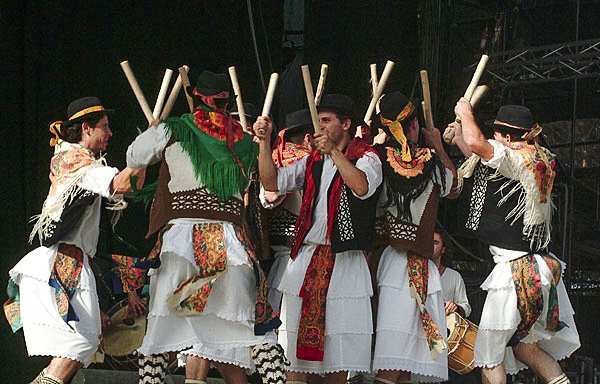
Apresentação de pauliteiros na Festa do Avante! de 2005.

Terra de Miranda (em mirandês Tierra de Miranda) é o nome histórico da região que corresponderia ao território português entre os rios Sabor e Douro e que estaria sob administração de Miranda do Douro. É também o berço da língua mirandesa. O território da terra de Miranda ocuparia hoje em dia:
- Miranda do Douro
- Mogadouro
- Vimioso (parcialmente)
- Freixo de Espada à Cinta (parcialmente)
- Bragança (algumas localidades)
- Macedo de Cavaleiros (algumas localidades)